# Nati nel 1758
| Questa pagina contiene informazioni ricavate automaticamente dalle voci biografiche con l'ausilio del template Bio e di un bot. L'aggiornamento è periodico e automatico e ricostruisce completamente la pagina. Se manca una persona in questa lista, sei pregato di non aggiungerla, ma accertati piuttosto che la sua voce biografica contenga il template Bio e che i dati anagrafici siano correttamente compilati. Se il template Bio manca, inseriscilo tu stesso o, in alternativa, metti l'avviso {{tmp\|Bio}} che ne segnala la mancanza. Se i dati riportati sono sbagliati, correggi direttamente la voce biografica; le modifiche saranno visibili in questa lista entro pochi giorni. Per chiarimenti vedi il progetto biografie. La lista contiene solo le 179 persone che sono citate nell'enciclopedia e per le quali è stato implementato correttamente il template Bio. Pagina aggiornata al 2 ago 2025. |

## Gennaio(12)
- 1º gennaio - Charles Lee, politico e avvocato statunitense († 1815)
- 3 gennaio - Giuseppe Greatti, abate, politico e poeta italiano († 1812)
- 4 gennaio - Giovanni Negro, politico italiano († 1814)
- 9 gennaio - George Leveson-Gower, I duca di Sutherland, politico e diplomatico inglese († 1833)
- 9 gennaio - Giuseppe Maria di Fürstenberg, principe († 1796)
- 12 gennaio - Margarita Schuyler, statunitense († 1801)
- 19 gennaio - Andrea Amoretti, incisore e tipografo italiano († 1807)
- 20 gennaio - Marie-Anne Paulze Lavoisier, chimica e nobildonna francese († 1836)
- 22 gennaio - Agostino Olivieri, teologo e vescovo cattolico italiano († 1834)
- 23 gennaio - Giovanni Battista Gagliardo, presbitero e agronomo italiano
- 24 gennaio - Frederick Ponsonby, III conte di Bessborough, nobile inglese († 1844)
- 29 gennaio - Giuseppe Tomaselli, tenore e attore teatrale italiano († 1836)

## Febbraio(11)
- 2 febbraio - Johann Michael Hahn, teosofo tedesco († 1819)
- 4 febbraio - Pierre Gardel, danzatore e coreografo francese († 1840)
- 11 febbraio - Franz Ignaz von Streber, numismatico, vescovo cattolico e teologo tedesco († 1841)
- 14 febbraio - François Lays, baritono e tenore francese († 1831)
- 15 febbraio - Giuseppe Costantini, brigante italiano († 1808)
- 16 febbraio - Julian Niemcewicz, poeta, commediografo e politico polacco († 1841)
- 24 febbraio - Maximin Isnard, politico francese († 1825)
- 25 febbraio - Luigi Bossi Visconti, archivista, bibliotecario e letterato italiano († 1835)
- 26 febbraio - Matthias Richards, politico statunitense († 1830)
- 27 febbraio - Margherita Paola Dall'Aglio, tipografa e letterata italiana († 1841)
- 29 febbraio - Domenico Bruni, cantante lirico italiano († 1821)

## Marzo(7)
- 9 marzo - Franz Joseph Gall, medico tedesco († 1828)
- 12 marzo - Leopoldo di Limburg-Stirum, generale e politico olandese († 1840)
- 12 marzo - Giuseppe Morozzo Della Rocca, cardinale e arcivescovo cattolico italiano († 1842)
- 14 marzo - Agostino Rivarola, cardinale italiano († 1842)
- 21 marzo - Aimé Guillon, abate, letterato e bibliotecario francese († 1842)
- 22 marzo - Jean-Charles Monnier, generale francese († 1816)
- 31 marzo - Giovanni Bianchi, compositore italiano († 1829)

## Aprile(25)
- 4 aprile - John Hoppner, pittore inglese († 1810)
- 4 aprile - Francesco Piranesi, architetto, incisore e politico italiano († 1810)
- 4 aprile - Pierre Paul Prud'hon, pittore e disegnatore francese († 1823)
- 9 aprile - Edward Onslow, nobile e politico inglese († 1829)
- 10 aprile - Jean-Joseph-Xavier Bidauld, pittore francese († 1846)
- 10 aprile - Arina Rodionovna, russa († 1828)
- 10 aprile - Francesco Gennaro Roero, generale e politico italiano († 1842)
- 13 aprile - Johann von Klenau, generale austriaco († 1819)
- 16 aprile - Francisco Espejo, avvocato venezuelano († 1814)
- 16 aprile - Giovanni Aloisio II di Oettingen-Spielberg, principe tedesco († 1797)
- 17 aprile - Gabrio Maria Nava, vescovo cattolico italiano († 1831)
- 19 aprile - Fisher Ames, politico e avvocato statunitense († 1808)
- 20 aprile - Josafat Bulhak, arcivescovo cattolico lituano († 1838)
- 21 aprile - Stephen Kemble, attore teatrale inglese († 1822)
- 22 aprile - Francisco Javier Castaños, generale spagnolo († 1852)
- 22 aprile - Giovanni Battista de Martino di Pietradoro, vescovo cattolico italiano († 1826)
- 23 aprile - Alexander Cochrane, ammiraglio scozzese († 1832)
- 23 aprile - Vincenzo Sangermano, vescovo cattolico e missionario italiano († 1819)
- 24 aprile - Anselmo Doria del Maro, generale italiano († 1823)
- 25 aprile - George Coventry, VII conte di Coventry, nobile inglese († 1831)
- 27 aprile - Charles Dumont de Sainte Croix, zoologo francese († 1830)
- 28 aprile - James Monroe, politico e militare statunitense († 1831)
- 29 aprile - Georg Carl von Döbeln, generale svedese († 1820)
- 30 aprile - Andrea Rivasi, patriota italiano († 1796)
- 30 aprile - Emmanuele Vitale, patriota, militare e notaio maltese († 1802)

## Maggio(8)
- 2 maggio - Camillo Pacetti, scultore italiano († 1826)
- 6 maggio - Andrea Massena, generale francese († 1817)
- 6 maggio - Maximilien de Robespierre, politico, avvocato e rivoluzionario francese († 1794)
- 15 maggio - Thomas Taylor, filosofo britannico († 1835)
- 17 maggio - Onorato IV di Monaco, principe († 1819)
- 18 maggio - Francesco Ignazio Mannu, magistrato italiano († 1839)
- 21 maggio - Laurence Parsons, II conte di Rosse, nobile irlandese († 1841)
- 26 maggio - Elizabeth Waldegrave, nobildonna inglese († 1823)

## Giugno(9)
- 2 giugno - Juan José Paso, avvocato e politico argentino († 1833)
- 6 giugno - Mayeur de Saint-Paul, attore teatrale, drammaturgo e direttore teatrale francese († 1818)
- 11 giugno - James Hoban, architetto irlandese († 1831)
- 11 giugno - Pierre-René Rogue, presbitero francese († 1796)
- 12 giugno - Francesco Ricciardi, giurista, avvocato e politico italiano († 1842)
- 12 giugno - Domenico Antonio Sonni, religioso, matematico e politico italiano († 1840)
- 19 giugno - Raffaello Morghen, incisore italiano († 1833)
- 29 giugno - Clotilde Tambroni, filologa, linguista e poetessa italiana († 1817)
- 30 giugno - António Leal Moreira, compositore portoghese († 1819)

## Luglio(7)
- 4 luglio - Charles-Xavier Franqueville d'Abancourt, politico e nobile francese († 1792)
- 7 luglio - Giambattista Manfredi, funzionario e presbitero italiano († 1842)
- 9 luglio - Lorenzo Tomini, presbitero e educatore italiano († 1840)
- 10 luglio - Vincenzo Chilone, pittore e scenografo italiano († 1839)
- 20 luglio - Élie Guadet, avvocato, politico e rivoluzionario francese († 1794)
- 20 luglio - Sofia Federica di Thurn und Taxis, nobildonna tedesca († 1800)
- 26 luglio - Johann Karl von Mutius, generale prussiano († 1816)

## Agosto(18)
- 5 agosto - Go-Momozono, imperatore giapponese († 1779)
- 8 agosto - Friedrich Georg Weitsch, pittore tedesco († 1828)
- 10 agosto - Armand Gensonné, politico e avvocato francese († 1793)
- 10 agosto - Aleksandr Dmitrievič Lanskoj, militare russo († 1784)
- 10 agosto - Cosimo Rossi Melocchi, architetto italiano († 1820)
- 14 agosto - Carle Vernet, pittore e litografo francese († 1836)
- 18 agosto - François Watteau, pittore francese († 1823)
- 22 agosto - Carlo Giuseppe Maria Sappa de' Milanesi, vescovo cattolico italiano († 1834)
- 24 agosto - Sofia Federica di Meclemburgo-Schwerin, principessa tedesca († 1794)
- 24 agosto - Thomas Picton, generale gallese († 1815)
- 25 agosto - Giuseppe Becherini, compositore, teorico musicale e organista italiano († 1840)
- 25 agosto - Giovanni De Baillou, naturalista, geografo e cartografo italiano († 1819)
- 25 agosto - Franz Teyber, organista e compositore austriaco († 1810)
- 28 agosto - Nicholas Fish, ufficiale statunitense († 1833)
- 29 agosto - Franz Anton von Hartig, diplomatico, storico e geografo austriaco († 1797)
- 29 agosto - Corentin-Urbain Leissègues, ammiraglio francese († 1832)
- 30 agosto - Cristóbal Bencomo y Rodríguez, arcivescovo cattolico spagnolo († 1835)
- 30 agosto - Ettore Veuillet d'Yenne, politico e generale italiano († 1830)

## Settembre(17)
- 1º settembre - George Spencer, II conte Spencer, nobile e politico britannico († 1834)
- 3 settembre - Henrietta Antonia Herbert, botanica inglese († 1830)
- 3 settembre - Christian Georg Schütz II, pittore e incisore tedesco († 1823)
- 4 settembre - François-Joseph Dewandre, architetto e scultore belga († 1835)
- 5 settembre - Filippo del Carretto, militare italiano († 1796)
- 6 settembre - Pierre-Augustin Hulin, generale francese († 1841)
- 8 settembre - Saverio della Gatta, pittore italiano
- 8 settembre - Federico Ferdinando Costantino di Sassonia-Weimar-Eisenach, nobile e militare tedesco († 1793)
- 9 settembre - Alexander Nasmyth, pittore scozzese († 1840)
- 16 settembre - Pier Francesco Morali, arcivescovo cattolico italiano († 1826)
- 18 settembre - Louis Friant, generale francese († 1829)
- 20 settembre - Jean-Jacques Dessalines, militare e politico haitiano († 1806)
- 21 settembre - Antoine-Isaac Silvestre de Sacy, orientalista, linguista e traduttore francese († 1838)
- 25 settembre - Franz Michael Vierthaler, pedagogista, scrittore e pubblicista austriaco († 1827)
- 29 settembre - Horatio Nelson, ammiraglio britannico († 1805)
- 30 settembre - Aleksandr Matveevič Dmitriev-Mamonov, diplomatico russo († 1803)
- 30 settembre - Jean Joseph Guieu, generale francese († 1817)

## Ottobre(17)
- 5 ottobre - Seymour Fleming, nobile britannica († 1818)
- 5 ottobre - Józef Ossoliński, politico polacco († 1834)
- 6 ottobre - Baldassarre Francesco Rasponi, arcivescovo cattolico italiano († 1814)
- 8 ottobre - Francesco Carelli, numismatico, archeologo e antiquario italiano († 1832)
- 10 ottobre - Vincenzo Raimondini, scienziato, geologo e mineralogista italiano († 1811)
- 11 ottobre - Heinrich Wilhelm Olbers, astronomo tedesco († 1840)
- 12 ottobre - Giuseppe Logoteta, patriota e politico italiano († 1799)
- 16 ottobre - Johann Heinrich Dannecker, scultore tedesco († 1841)
- 16 ottobre - Noah Webster, scrittore, editore e lessicografo statunitense († 1843)
- 17 ottobre - Luigi Ercolani, cardinale italiano († 1825)
- 19 ottobre - Stefano Borson, presbitero, mineralogista e paleontologo italiano († 1832)
- 20 ottobre - Giovanni Antonio Santarelli, scultore e medaglista italiano († 1826)
- 28 ottobre - Pierre Deval, politico francese († 1829)
- 28 ottobre - Carlo Rosmini, scrittore e storico italiano († 1827)
- 28 ottobre - John Sibthorp, botanico britannico († 1796)
- 28 ottobre - Vincenzo Sulis, scrittore e militare italiano († 1834)
- 30 ottobre - Gaetano Maria Avarna, vescovo cattolico italiano († 1841)

## Novembre(9)
- 2 novembre - Ryōkan Taigu, monaco buddista e poeta giapponese († 1831)
- 5 novembre - Louis Marie Aubert Du Petit-Thouars, botanico francese († 1831)
- 9 novembre - Ekaterina Ivanovna Olsuf'eva, nobildonna russa († 1809)
- 15 novembre - Carlo Bossi, poeta e politico italiano († 1823)
- 16 novembre - Peter Andreas Heiberg, poeta danese († 1841)
- 20 novembre - Grimod de la Reynière, gastronomo francese († 1837)
- 21 novembre - Eugenio Federico di Württemberg, nobile († 1822)
- 25 novembre - John Armstrong Junior, politico statunitense († 1843)
- 29 novembre - Sigismondo Moll, funzionario austriaco († 1826)

## Dicembre(13)
- 2 dicembre - Tommaso Mercandetti, incisore e medaglista italiano († 1821)
- 2 dicembre - Étienne Vigée, drammaturgo e scrittore francese († 1820)
- 3 dicembre - Johann Ludwig Adam, pianista e compositore francese († 1848)
- 3 dicembre - Josef Jelínek, pianista e compositore ceco († 1825)
- 7 dicembre - Alessandro Strozzi, militare italiano († 1817)
- 9 dicembre - Richard Colt Hoare, archeologo, antiquario e scrittore inglese († 1838)
- 11 dicembre - Carl Friedrich Zelter, compositore, direttore d'orchestra e scrittore tedesco († 1832)
- 15 dicembre - Felice Giani, pittore e decoratore italiano († 1823)
- 18 dicembre - Emmanuele De Gregorio, cardinale e vescovo cattolico italiano († 1839)
- 19 dicembre - Ekaterina Nikolaevna Orlova, nobildonna russa († 1781)
- 19 dicembre - Domenico Ricciardone, vescovo cattolico italiano († 1845)
- 21 dicembre - Vittore Maria Gera, agronomo italiano († 1836)
- 21 dicembre - Jean Baptiste Éblé, generale e ingegnere francese († 1812)

## Senza giorno specificato(26)
- Glafira Ivanovna Alymova, nobildonna russa († 1826)
- Gaetano Bertolani, pittore e decoratore italiano († 1856)
- William Billingsley, pittore e imprenditore inglese († 1828)
- Pierre B. Boucher, giurista e politico francese
- Vincenzo Dandolo, scienziato, politico e agronomo italiano († 1819)
- Giuseppe De Dominici, pittore e miniaturista italiano († 1840)
- Georges Joseph Dufour, generale francese († 1820)
- Eufrosinia la Stolta, monaca cristiana russa († 1855)
- Giambattista Giusti, ingegnere e traduttore italiano († 1829)
- Jampel Gyatso, monaco buddhista tibetano († 1804)
- Josepha Hofer, soprano tedesco († 1819)
- Kamehameha I delle Hawaii, sovrano († 1819)
- Moritz Kellerhoven, pittore tedesco († 1830)
- Peter Joseph Krahe, architetto tedesco († 1840)
- Alexander Mackenzie-Fraser, generale britannico († 1809)
- Domenico Nocca, abate e botanico italiano († 1841)
- Giuseppe Emanuele Ortolani, avvocato e letterato italiano († 1828)
- Osman Pasvandoglu, militare ottomano († 1807)
- Luigi Gaspare Peyri, generale italiano († 1822)
- Pëtr Alekseevič Skokov, compositore russo († 1817)
- Alexandru Suțu, principe greco († 1821)
- Robert Thew, incisore inglese († 1802)
- Agostino Ugolini, pittore italiano († 1824)
- Luigi Valeriani, economista e docente italiano († 1828)
- Valentin Vodnik, poeta e religioso sloveno († 1819)
- Pierre le Pelley II, nobile († 1820)